# فرانكو ليديسما
فرانكو إيمانويل ليديسما (3 أكتوبر 1992) هو لاعب كرة قدم أرجنتيني، يلعب في مركز قلب الدفاع في نادي ديبورتيس إيكيكي.